# Leif Hamre
Leif Hamre född 9 augusti 1914 i Molde, död 23 augusti 2007 i Lier, var en norsk författare och officer.
Han studerade vid Statens konstakademi i Oslo, men under andra världskriget flydde han landet och anslöt sig till de norska styrkorna utomlands. Hamre fick flygutbildning vid Little Norway i Kanada, och dekorerades för sin krigsinsats. Efter kriget gjorde Hamre karriär inom försvaret, bland annat som chef för Luftförsvarets helikoptertjänst. Han slutade som överstelöjtnant 1974. 
Mellan 1957 och 1978 skrev Hamre sex böcker för barn och ungdom. Alla böckerna hade motiv från flygar-miljöer, dramatisk handling och låg nära dokumentärromanen i sin form. De blev populära, och översatta till 19 språk. Fem av sex böcker blev dessutom belönade med Kultur- och kyrkodepartementets priser för barn- och ungdomslitteratur. 
Som pensionär arbetade Hamre bland annat med lokalhistoria. 2002 tilldelades han Kungens förtjänstmedalj i silver.